# Feliks Mitura
Feliks Mitura (ur. 27 października 1914, zm. 2 kwietnia 1991) – polski geolog, nauczyciel akademicki i działacz państwowy, profesor nauk technicznych, w 1945 wojewoda krakowski oraz przewodniczący Prezydium Wojewódzkiej Rady Narodowej w Krakowie.

## Życiorys
Od 1935 do 1937 studiował na faktultecie filozoficznym księży jezuitów w Krakowie, następnie od 1937 do 1939 geologię na Uniwersytecie Jana Kazimierza we Lwowie (uzyskał dyplom w 1941). W trakcie studiów podjął pracę w kopalni wosku ziemnego w Staruni, kierował nią w latach 1941–1944, kiedy znajdowała się w rękach niemieckich. Następnie przez kilka miesięcy pracował w Jaśle. W październiku 1945, po zdaniu egzaminów uzupełniających, nostryfikował dyplom inżyniera geologa na Uniwersytecie Jagiellońskim na podstawie pracy pt. Geologia złoża wosku ziemnego w Staruni.
Po wojnie został członkiem Polskiej Partii Robotniczej, a następnie Polskiej Zjednoczonej Partii Robotniczej. Przez krótki czas był starostą powiatu brzozowskiego. Od 20 stycznia do marca 1945 pełnił funkcję pierwszego po wojnie tymczasowego wojewody krakowskiego, zastąpił go Adam Ostrowski. Jednocześnie kierował Prezydium Wojewódzkiej Rady Narodowej w tym mieście. Zajął się następnie działalnością akademicką, uzyskiwał tytuły naukowe docenta (1956) i profesora nadzwyczajnego (1970). W pracy naukowej zajął się geologią naftową i paleontologią inoceramów. W 1947 podjął pracę w Geologicznej Karpackiej Stacji Terenowej Instytutu Geologicznego w Krakowie, następnie od 1956 do 1979 zatrudniony w Instytucie Górnictwa Naftowego i Gazownictwa w Krakowie, w tym przez 10 lat jako wicedyrektor
W 1955 odznaczony Medalem 10-lecia Polski Ludowej.
Został pochowany na cmentarzu Rakowickim.